# ساندي ريوس
ساندي ريوس (بالإنجليزية: Sandy Rios)‏ هي ناشِطة أمريكية، ولدت في 1949 في كرمي في الولايات المتحدة.

## وصلات خارجية
- الموقع الرسمي
- ساندي ريوس على موقع إن إن دي بي (الإنجليزية)